# Edmond Faral
Edmond Faral (Medea (Algèria), 18 de març de 1882 - París, 8 de febrer de 1958) fou un romanista i medievalista francès.

## Vida
Faral va néixer a Medea, però feu els estudis secundaris a Alger, on el seu pare s'havia traslladat, i a París (Lycée Henri IV). Va estudiar després a l'École normale supérieure i va obtenir el 1906 l'agregació (plaça de professor de secundària) de "gramàtica". Des de 1907 a 1919 va ser professor d'institut a París, a més de participar en la primera guerra mundial. El 1910 havia obtingut el grau de doctor amb les tesis Les Jongleurs en France au Moyen Âge (París 1910) i Mimes français du XIIIe siècle. Contribution à l'histoire du théâtre comique au moyen âge (París 1910). El 1920 va ser fet "Directeur d'études" de literatura medieval a l'École pratique des hautes études, i des de 1925 tingué la càtedra de Literatura llatina medieval al Collège de France, succeint Alfred Morel-Fatio. De 1937 a 1955 en fou també "Administrateur" (director) i hagué de defensar la institució durant l'ocupació.
El 1936 va ser escollit membre de l'Académie des inscriptions et belles-lettres. Rebé la Gran creu de la Legió d'Honor.

## Obra
Faral fou un important estudiós de la tradició literària europea. Entre les seves obres, destaca La légende arthurienne on posa en relleu la contribució de Jofre de Monmouth a la creació de la tradició artúrica deixant en un pla secundari la influència de les fonts cèltiques. Assenyalà també les relacions entre la literatura llatina i la romànica medieval, que no han de ser considerades mons aïllats. Són també importants les seves contribucions sobre els joglars, els orígens dels fabliaux, de la pastorel·la, etc.

## Obres publicades

### Estudis
- Les Jongleurs en France au Moyen Âge, París 1910 (reedicions 1964, 1971)
- Mimes français du XIIIe siècle. Contribution à l'histoire du théâtre comique au moyen âge, París 1910 (reedició Ginebra 1973)
- Recherches sur les sources latines des contes et romans courtois du Moyen Âge, París 1913 (reedicions 1983)
- Les Arts poétiques du XIIe et du XIIIe siècle. Recherches et documents sur la technique littéraire du moyen âge, París 1924, 1958; Ginebra/París 1982
- La Littérature latine du Moyen Âge, 1925
- La Légende arthurienne. Études et documents, París 1929 (reeditat 1993) (3 volums)
- La Chanson de Roland. Etude et analyse, París 1933
- Petite grammaire de l'ancien français, París 1941 (reedicions 1953, 1993)
- La Vie quotidienne au temps de Saint Louis, Paris 1942 (reedicions 1956, 1978)
- Jean Buridan, maître ès arts de l'Université de Paris, in: Histoire littéraire de la France 28, 1950
- Guillaume de Digulleville, moine de Châalis, in: Histoire littéraire de la France 39, 1952

### Edicions de textos
- Courtois d'Arras, Jeu du XIIIe siècle, París 1911, 1922, 1980
- Gautier d'Aupais, Poème courtois du XIIIe siècle, París 1919 (reedició 1970)
- (amb Léopold-Albert Constans [1891-1936]), Le Roman de Troie en prose, París 1922
- Ermold el Negre, Poème sur Louis le Pieux et Epîtres au roi Pépin, París 1932 (reedició 1964)
- Villehardouin, La Conquête de Constantinople, París 1939 (reedició 1961, 1973)
- (amb Julia Bastin), Onze poèmes de Rutebeuf concernant la croisade, París 1946
- De Babione. Poème comique du XIIe siècle, París 1948
- (amb Julia Bastin), Œuvres complètes de Rutebeuf, París 1959-1960, 1969, 1977-1985 (2 volums) (publicació pòstuma)